# Хоаны
Хоа́ны (от др.-греч. χοάνη, «воронка, воронкообразное отверстие») — внутренние носовые отверстия у позвоночных животных, включая человека. Образовались в процессе эволюционного развития животных в связи с появлением у них постоянного или периодического воздушного дыхания.

## Описание
Впервые хоаны возникли у кистепёрых и двоякодышащих рыб. У эмбрионов двоякодышащих рыб от обонятельных ямок отходят желобки, превращающиеся в каналы, внутренние отверстия которых, называемые первичными хоанами, открываются в ротовую полость.
При воздушном дыхании у двоякодышащих рыб ток воздуха проходит к лёгким по этим каналам. У наземных позвоночных во время зародышевого развития также образуется носоротовой канал, соединяющий наружные носовые отверстия (ноздри) с ротовой полостью, куда он открывается первичными хоанами.
У земноводных такое положение хоаны остаётся в течение всей жизни. У некоторых пресмыкающихся и птиц, а также у млекопитающих, в том числе человека, в связи с развитием вторичного твёрдого нёба верхняя часть ротовой полости, куда открываются первичные хоаны, отделяется от нижней части, образуя носоглоточный ход, который открывается в полость глотки вторичными хоанами.
По мере удлинения вторичного твёрдого нёба у крокодилов среди пресмыкающихся, у некоторых птиц и у млекопитающих, в том числе и человека, вторичные хоаны оказываются отодвинутыми далеко назад к глотке. Образование носоглоточного хода, отделённого от нижней части ротовой полости, и отодвигание хоаны ближе к гортани позволяет животным и человеку свободно дышать в то время, когда в ротовой полости находится пища.